# Polvorosa (galleta)
Las polvorosas son galletas tradicionales de Colombia y Venezuela que se preparan con harina de trigo, maicena, azúcar, leche y mantequilla, cuya principal característica es que se desmenuzan fácilmente al comerlas. La maicena les da una textura suave al paladar.

## Historia
Su origen se remonta a la época virreinal, cuando la presencia de los trapiches a lo largo del valle del río Cauca alimentó la creatividad alrededor del azúcar y la panela (papelón), surgiendo dulces como la polvorosa y los panderitos o panderos.

## Variaciones
Los panderitos o panderos se preparan con harina de yuca (en lugar de harina de trigo) y aguardiente anisado. Guardan similitud con los polvorones españoles.